# Agathiopsis maculata
Agathiopsis maculata là một loài bướm đêm trong họ Geometridae.

## Hình ảnh

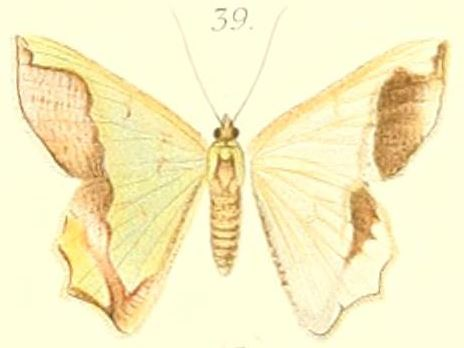